# Serica sejugata
Serica sejugata är en skalbaggsart som beskrevs av Brenske 1898. Serica sejugata ingår i släktet Serica och familjen Melolonthidae. Inga underarter finns listade i Catalogue of Life.